# Indohyus
Indohyus (gr. «cerdo de la India») es un género extinto de mamífero artiodáctilo, conocido gracias a fósiles del Eoceno. En diciembre del 2007, un artículo de la revista Nature de Thewissen et al. usando un esqueleto excepcionalmente completo de Indohyus proveniente de Cachemira indica que los Raoellidae como Indohyus podrían ser un «eslabón perdido» entre los mamíferos terrestres y las ballenas (Cetacea).